# チャンパ王国

チャンパ王国

1306年、ウリク割譲後のチャンパ王国の領域

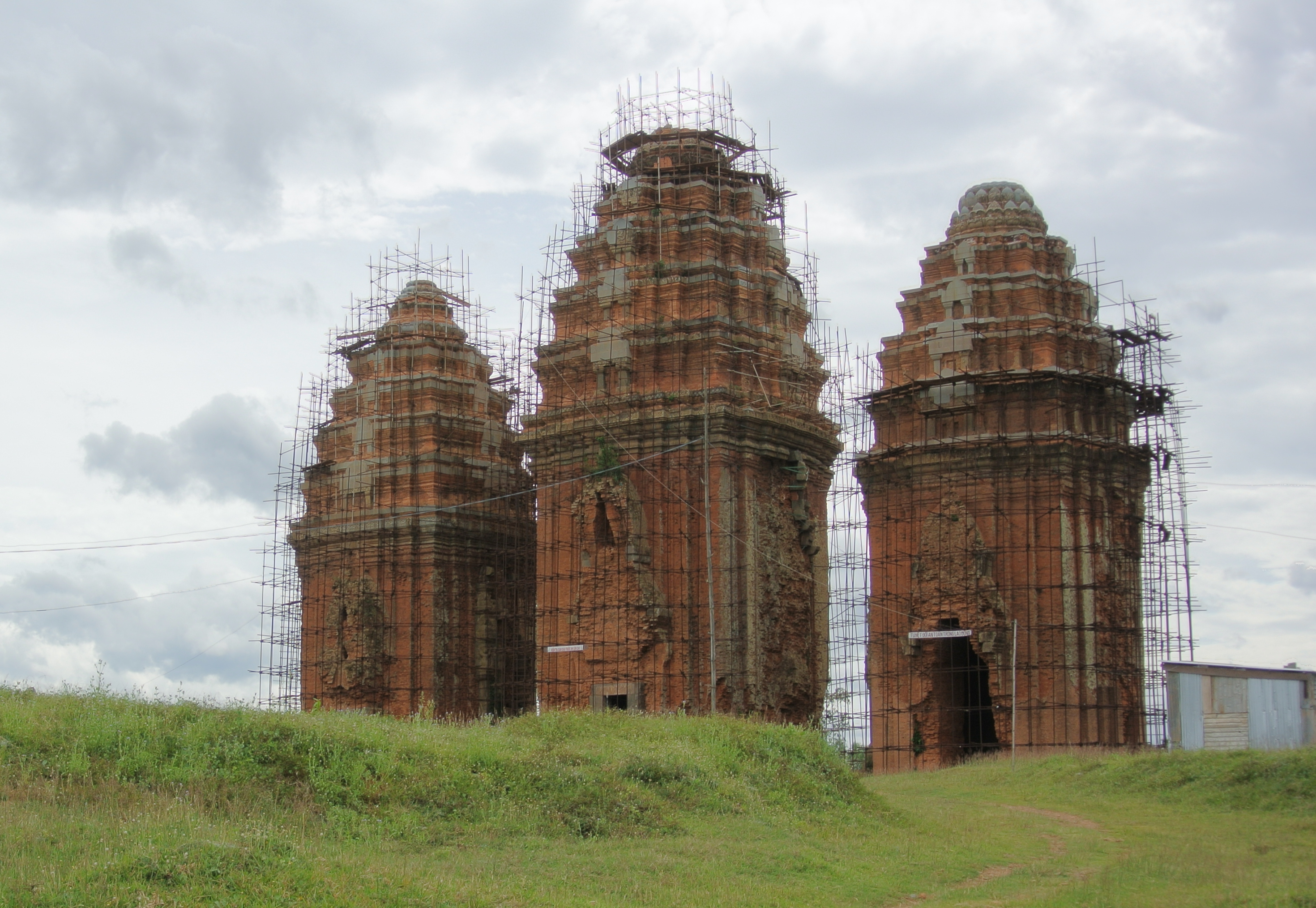
チャンパ遺跡「雲祥古塔（陽隆古塔 Tháp Dương Long）」。ベトナム、ビンディン省タイソン県ビントゥオン社ヴァントゥオン村（平定省西山県平祥社雲祥村）にて

チャンパ王国（チャンパおうこく、ベトナム語：Champa, Chiêm Thành / 占婆, 占城、192年 - 1832年）は、南ベトナムにあったオーストロネシア語（チャミック Chamic）およびオーストロアジア語（バフナリック Bahnaric、カトゥイック Katuic）話者たちの国。チャンパはもともと中国・漢帝国の南端（日南郡象林県、のちのウリク地方 Ulik）であったが、192年ごろ現地官吏の子の区連により独立した。中国では唐代まで林邑と、また短期間環王国と呼び、宋代以降は占城と呼んだ。独立以来、中国歴代王朝と国境を接し、あるときは朝貢し、あるときは抗争し、605年に隋によっていちど滅ぼされた。ミーソン梵碑（美山梵碑, Bia Phạn Mỹ Sơn）C.96によれば、ベトナムの林邑とカンボジアの真臘はヒンドゥー叙事詩『マハーバーラタ』に現れるカウラヴァ方のバラモンの武将アシュヴァッターマンの子孫であり、亡命先から帰還した范梵志により林邑が再興された後、チャンパではヒンドゥー化が進んだ。10世紀にゴー・クエン（呉権 Ngô Quyền）により北ベトナムが中国から独立すると、呉権の死後、その息子のゴー・ニャット・カイン（呉日慶 Ngô Nhật Khánh）が後継者争いに敗れてチャンパに亡命した。以降、北ベトナム（大越）の王権は呉権の後継者たち（黎氏、丁氏、李氏、陳氏）が継承し、南ベトナム（チャンパ）の王権は呉権の子孫たち（呉日慶、呉日歓 Ngô Nhật Hoan）、ヴィジャヤ王朝、パーンドゥランガ王朝が継承した。チャンパは西方世界と中国を結ぶ貿易で繁栄し、宗教的にはヒンドゥーおよびイスラームを受容した。
チャンパという国号：一般的には「チャンパ」であるが、７世紀以降の碑文や18世紀以降の写本においてチャンパが単独で用いられた事例はなく、チャンパープラ（Campāpura）、チャンパーナガラ（Campānagara）、ナガラチャンパー（Nagara-Campā）、ナガルチャム/ヌガンチャム（Nagar-Cam）のように「城」「都市」を意味する語「プラ、ナガラ」を伴う。チャンパは占婆花即ち黄花プルメリア・マグノリア（キハナ）の意であり、カーンボージャ（カンボジア）と同様に、かつて北インドにあった国家、都市の名前である。

## 歴史

### サフィン文化
考古学の知見によれば、紀元前の数世紀、北ベトナムでは青銅器に代表されるドンソン文化が栄えた。一方、南ベトナムではクアンガイ省サフイン地域（広義省沙黄地域）を中心に、鉄器が中心のサフィン文化（紀元前1000年 - 200年、沙黄文化）が広がっていた。サフィン文化の遺跡から発見される遺物には台湾、フィリピンやタイ南部・西部と共通するものが多く、マレー系海洋民族である古チャム人（チャンパ人）の遺構ではないかとされる。

### 林邑
中国史料『水経注』巻36温水の条が引用する「林邑記」によれば、チャンパの前身である林邑は、漢末に南ベトナムに建国された。当時、董卓の暴政（初平の乱）により、日南郡象林県（のちのウリク地方）の人々は漢への不信を募らせ、象林県の官吏（功曹）であった区氏の子の逵（連）が県庁を攻撃して県令を殺害し、自立して林邑国の王になった（林邑之號，建國起自漢末，初平之亂，人懷異心，象林功曹姓區，有子名逵（連），攻其縣殺令，自號爲王）。林邑は北進をつづけ、横山関以南の南ベトナム（漢の日南郡、ベトナム北中部 Bắc Trung Bộ）はことごとくチャンパ領となった。林邑は中国南朝・隋・唐に朝貢を繰り返し、范文など中国人出身の王もあって、中国の文化的および技術的影響を受ける一方、南朝宋や隋とははげしく抗争した。林邑および扶南の民族構成や言語は不明であるが、チャンパ碑文C.90（西暦1081年）B面における名族としての檳榔族（クラムカ族、ピナン族）の記載から、林邑を Li-u（椰子）、扶南を Panang または Pinang（檳榔）というチャム語の植物トーテム名で解釈することが可能である。檳榔族というチャンパの氏族名はラグライ族において現存する。林邑・扶南だけでなく、ジャワ（Yava, 大麦）、マジャパヒト（苦梨）など古代～中世の東南アジアの国名の多くが植物トーテムに基づく。

### ヒンドゥー化とウリク王朝の勃興
４～６世紀にかけて、南ベトナム・カンボジアにあった林邑・扶南などの諸国は、インド・グプタ朝時代に文化的・技術的に高度に発展した、いわゆるヒンドゥー文明を徐々に受容して、７世以降にチャンパ（南ベトナム）、カーンボージャ（カンボジア）、ドヴァーラヴァティー（タイ西部）へと発展した。その文字は「夷字」「崑崙書」（梵語ーサンスクリット表記に使用されるパッラヴァ系のインド文字）と伝えられる。しかし、隋の侵攻以前（604-605年以前）の南ベトナムでは、梵碑（サンスクリット碑文）のようなヒンドゥー化の証拠となる遺物は、年代と帰属について議論が続くヴォカイン梵碑（武競梵碑, Bia Phạn Võ Cạnh）、ドンイエンチャウ占碑（東安洲占碑 Bia Chăm Đông Yên Châu）を除き、確認されていない。ヒンドゥー文明と並行して中国文明も受容され、フエのミーカインの塔（美慶古塔 Tháp Chăm Mỹ Khánh）のように漢字刻印つきのレンガでできたヒンドゥー遺跡もある。また、中国経由で日本に渡来した林邑僧仏哲が伝えたチャンパの音楽と舞踊（林邑楽）のレパートリーには、中国史（北朝および南朝の故事）を題材にしたものがある。

#### チャンパのヒンドゥー化
チャンパ・ウリク地方（Ulik）の本格的なヒンドゥー化は、605年以降に確認される。この年、隋の林邑遠征軍は林邑の都を占領したものの、林邑王范梵志は逃亡したためにとらえらえず、隋軍は司令官劉方をはじめ兵の半数を失って壊滅し、撤退した。その後、ウリク地方－いまのトゥアティエン・フエ省［承天-化省］、ダナン市［沱瀼城庯］、クアンナム省［広南省］地域を中心として再興された林邑において、はじめて、チャンパープラ Campapura、チャンパーナガラ Campanagara などの梵語国号を記した碑文（梵碑／サンスクリット碑文、占碑／古チャム語碑文）が現れる。これは、林邑王范梵志が605年の亡命の際に、よりヒンドゥー化の進んだ地域に滞在し、その文化と技術を持ち帰ったことを暗示する。チャム語は７世紀以降の膨大な語彙記録を持つ。一部の古チャム語碑文には古マレー語的な要素もみられる（dariなどの用法）。

#### ミーソン・サンスクリット碑文C.96（シャカ暦736年、西暦658年）
クナンナム省（広南省）のミーソン梵碑（美山梵碑）C.96, A面第16行の内容によれば、林邑王范梵志の亡命先はカンボジア（イシャーナプラ）であり、そこで婚姻関係を結んだと考えられる：
すなわち、ベトナムのチャンパープラ王家も、カンボジアのイシャーナプラ王家も、ヒンドゥー叙事詩『マハーバーラタ』に描かれたクルクシェートラの戦いで壊滅したカウラヴァ（クル族）方のバラモン出身の武将で、不死の呪いを受けて世界中をさまよっているアシュヴァッターマンの子孫、カウンディニャの嫡流である。カウンディニャは中国史料が扶南の建国者として記す混填（こんてん）や、インドネシア最古の王朝建設者クンドゥンガ（Kundungga）などと同一の、王朝の権威付けのために始祖とみなされた伝説的なバラモン王を指すと考えられる。

#### 崑崙国
『通典』などの記述から、唐代の崑崙国（くろん国）は、Klong（古龍、崑崙）を首長称号とするチャンパを含む東南アジアの複数の国・地域を指したと考えられる。しかし、『続日本紀』に見える遣唐使判官、平群広成が8世紀に漂流した崑崙国は、広成を救助した唐の朝廷が日本に送った手紙の内容から、チャンパ王国と考証される。

#### チャンパの旧扶南領吸収
ミーソン梵碑チャンパ碑文（美山梵C.96）に見えるカウンディニャが扶南の建国者・混填と同一人物であるなら、カウンディニャ＝混填の子孫を自称する再興林邑と真臘は、いずれも扶南の後継者を自認し、協力して扶南の旧領を分割・継承したと考えられる。林邑の本来の領土は漢の日南郡とその境外であり、南ベトナムの北端にすぎず、南ベトナムのほとんどは扶南であった。扶南の衰退後、メコンデルタを除く南ベトナムの扶南領は、ことごとく林邑領（チャンパ領）となり、そのほかの扶南領は真臘領（メコンデルタ、カンボジア、南ラオス、東北タイ）となった。『宋史』はチャンパ王国の領域を北から順に烏里州（ウリク）、施備州（シュリーヴィジャヤ）、奔陀浪州（パーンドゥランガ）と呼び、またチャミック話者のほかオーストロアジア語話者（カトゥイック、バフナリック話者）が多く住む中部高原を上源州と呼んだ。チャンパ王家には北方の椰子族 Li-u/Narikelaと南方の檳榔族 Panang/Kramuka があり、この檳榔族は跋南（扶南）の遺民を指すと考えられる。

#### ミーソン・古チャム語碑文C.90（シャカ暦1159年、西暦1081年）
ミーソン占碑（美山占碑）C.90（シャカ暦1159年、西暦1081年）B面にいう：
この碑文に見える名族のクラムカ族あるいはピナン族は、扶南系の人々（Orang Pinang, người Cau）であったと考えられる。チャンパを構成したラグライ語話者（チャミックに属する）において、檳榔族（Orang Pinang, họ Cau/Cao）はいまも最大氏族である。

### ヴィジャヤ王朝の繁栄とムスリム商人の活動
中国は唐代まで北ベトナムを領有しており、南ベトナムのチャンパ王国は南朝・隋に朝貢する一方、しばしば国境紛争を惹起した。10世紀にゴー・クエン（呉権）が北ベトナム、紅河流域のベト族（キン族）および丘陵部のムオン族・タイ族と連合して南漢軍を撃退し、交阯国（のちのYavana, 大越国）として中国から独立し、その死後に後継者争いが起きると、チャンパ王国はゴー・ニャット・カイン（呉日慶）王子を支援してこれに介入し、失敗した。『宋史』に現れるチャンパ王インドラヴァルマン呉日歓は呉日慶の子または婿養子としてチャンパ王位を継承した呉日慶自身と考えられる。『宋史』によれば、このころ、チャンパから海南島に、数次にわたるムスリムの避難が行われた。このムスリムはチャンパ人ではなく、チャンパで交易に従事するムスリムであり、大越とチャンパの戦闘にまきこまれるのを恐れて避難したと考えられる。しかし、チャンパにおけるムスリム商人の活動はその後も続き、『宋史』に現れるチャンパ外交官はムスリム風の名を持つ者が複数ある。

#### 聖霊王ポーアウロハ（氷王羅、甌垜）
チャム写本『占皇家編年史』（Sakarai dakrai patao Cam, 1832ごろ）によれば、チャンパ・ヴィジャヤ王朝の建国者は、アッラーによって聖霊（al-ruhまたは al-ruah, チャム語: aw-luah）を吹き込まれた最初のムスリム王、聖霊王アウロハ（Po Aw-luah, 「大越史記全書」の氷王羅ヴオンラー Băng Vương-la、阮文超「大越地理全編」の甌垜アウドアー Âu-đoaに相当する）であり、ゴー・ニャット・ホアン（呉日歓）の子または孫と考証される。ただし、11世紀初頭のアウロハ＝氷王羅＝甌垜がムスリム王であったというのは、建国800年後の『占皇家編年史』の記述であり、史実とは考えにくい。チャンパの都はもともと北中部のウリク Ulik 地方（クアンナム省［広南省］）にあったが、ポーアウロハは南中部のシュリーバヌーイ Sri Binay 地方（ビンディン省［平定省］、シュリーヴィナーヤカ、ヴィジャヤの外港としてしばしば碑文に現れる）を都とし、『占皇家編年史』はこの遷都の年（西暦1000年ごろ）を建国の年とする。

#### 海のシルクロードの拠点
ヴィジャヤ王朝時代、チャンパは西方世界と宋を結ぶ中継貿易の拠点として、ムスリム商人を積極的に受け入れ、空前の繁栄を享受した。11世紀以降、チャンパは軍事力を増強し北ベトナム（大越黎、丁、李、陳朝）およびカンボジア（真臘アンコール朝）へ侵攻し、昇龍（ハノイ）やアンコールを一時占領した。一方、ヴィジャヤの都もまた、チャンパの後継者争いや内紛に乗じた大越および真臘の侵攻によって、数次にわたり陥落したことがある。ハノイには李朝時代にチャム兵捕虜が入植したと伝えられる集落が数か所存在する。カーンボージャ（カンボジア）のアンコール遺跡にはチャム兵を描いたとされる（検証はされていない）浮彫が残されている。ヴィジャヤ王朝は13世紀に元のクビライの侵攻（モンゴルのチャンパー侵攻）を受けた。元代のディマシュキーやマルコ・ポーロの記録にもチャンパ王国やムスリムの活動に関する記述がある。元寇撃退の過程で陳興道ら大越陳朝の軍勢と連携（白藤江の戦い）したチャンパ王ジャヤ・シンハヴァルマン3世（制旻）は、和平後の1306年に陳仁宗の皇女（陳英宗の妹）玄珍公主を娶り、大越・チャンパの蜜月時代を醸成して、域内平和に貢献した。しかし、花嫁代償として制旻が大越に北端のウリク地方（烏里州：現クアンビン省［広平省］、クアンチ省［広治省］およびトゥアティエン・フエ省［承天-化省］）を割譲したことは、将来に領土紛争の禍根を残した。

### バン・アグイのパーンドゥランガへの南遷とイスラーム化
モンゴルに対する戦勝と大越との緊張緩和をもたらしたヴィジャヤ王朝の名君ジャヤ・シンハヴァルマン3世（制旻）の死後、大越・チャンパの抗争が再燃した。ヴィジャヤ王朝のチャンパ王制蓬峩（Chế Bồng Nga）は大越陳朝の都である昇龍 Thăng Long（東京 Đông Kinh、河内 Hà Nội）を2回にわたり占領した。この戦争で陳睿宗が敗死して陳朝の権威が失墜すると、胡季犛により帝位を簒奪され大虞胡朝が建設された。1390年にチャンパ王制蓬峩と交替した羅皚（在位：1390年 - 1400年）も侵攻を続けた。『占皇家編年史』によれば1397年にチャム都市バン・アグイ Bal A-nguei がジュク Jekの侵攻で滅亡し、遺民が中部南端のパーンドゥランガ（『占皇家編年史』ではパンダラン Pangdarang）に避難した。アグイの正確な位置は不明であるが、アグイ A-nguei はクアンガイ Quảng Ngãi（広義省）という地名の起源と考えられている。ジュクは羅皚治下のヴィジャヤ王朝の都、闍槃（『スジャラ・ムラユ』がヤク Yak と呼ぶ都市）を指すと考えられる。『安静古録』によれば、ゲアン省［乂安省］のチャム系氏族「チェー（制）」族は1389-1398年ごろの移住と伝えられており、羅皚時代にチャンパから大越に避難した人々と考えられる。これはバン・アグイ Bal Anguei からパンダランへの避難と同時期である。

#### 王女ポーサハイヌーとイスラーム聖者ポークロンバラウ
ディマシュキーの『コスモグラフィー』（1327ごろ）によれば、チャンパにイスラームが伝えられたのは、正統カリフ・ウスマーンの時代（７世紀後半）である。しかし、19世紀末にエーモニエ Etienne Aymonier が収集したチャム王名表や、歴史伝承「ダムヌイ・ポーサハイヌー」Damnây Po Sah Inâ によれば、チャンパ人（チャム人）の本格的なイスラーム化は15世紀初めに開始された。このころ、ジュクの都（羅皚末年～巴的吏初年のヴィジャヤ）にポーシワン Po Siwan が現れてイスラームを伝え、その子ポーハニインパン Po Haniim Par とポークロンバラウ Po Klaong Barau が、チャンパの南端であるパーンドゥランガ（パンダラン）の、更に西南端であるパジャイ地方に避難したバン・アグイの王家の人々にイスラームを伝道して、ポーハニインパンは王女ポーサハイヌー Po Sah Ina と結婚した。王女ポーサハイヌーとイスラーム聖者ポークロンバラウはパジャイ地方各地の聖者廟でまつられている。ポーシワンについては、サマルカンド出身でジャワにイスラムを伝えたスーフィー・マウラナ・マリク・イブラヒムと同一人物とみなす意見があり、1927年にポールトマンがスマランで発見した「三宝公華人編年史」（Kronik Tiongkok Melayu, Chinese Malay Annals）が記述する鄭和が東南アジア各地に派遣した華人ムスリム管理者と同一人物とみなす意見があり、その両者ともに同一人物とする意見がある（鄭和による東南アジア華人ムスリムネットワークの設立仮説、この古い仮説はいまも未検証である）。

#### ヴィジャヤ（闍槃）のチャンパ王
1400年にヴィジャヤ王朝のチャンパ王羅皚が死去すると、巴的吏が即位した。巴的吏治下のヴィジャヤ王朝は1402年に胡朝二世皇帝（胡漢蒼）の侵攻を受け、都の闍槃 Chà-bàn/Đồ-bàn（クイニョン Quy Nhơn［帰仁］, 『占皇家編年史』の Jek, 『スジャラ・ムラユ』の Yak）を失い、巴的吏が明に救援を求めた。胡朝が明に朝貢していた陳朝を簒奪してこれを滅ぼし、同じく明に朝貢していたチャンパ（占城）を占領したことは、明の永楽帝に干渉戦争（中国・明のベトナム侵攻）の大義名分（ベトナム北部の大越陳朝と中部のチャンパの再興）を与えた。明は1407年までに北ベトナムおよび南ベトナム（大虞胡朝およびその占領下にあったチャンパ）をほぼ征服しおえ、南ベトナム・ヴィジャヤのチャンパのみ再興して陳朝は再興せず、北ベトナムを直接統治した（1407年-1427年、第四次北属期）。チャンパの解放・再興後、1408年にチャンパを訪問した鄭和艦隊は、ヴィジャヤの外港シュリーヴィナーヤカ（クイニョン）においてチャンパ王巴的吏から歓待を受けた。鄭和はマジャパヒト王国のスラバヤへも寄港している。

#### パーンドゥランガ（藩籠）のチャンパ王
『占皇家編年史』によれば、1428年、レー・ロイ（黎利）が北中部山岳地帯から紅河デルタに進攻して明軍を撃退し、大越国として中国・明から再独立したのち（黎初朝）、1397年に滅亡したチャム都市バン・アグイの王子ポーカティット（Po Kathit、王女ポーサハイヌーの実弟）がビュフ・バン・バッティヌン Byuh Bal Battinung で即位し、パーンドゥランガ王朝を再興した（1433-1832）。『占皇家編年史』はこの王朝の系譜を聖霊王ポーアウロハにさかのぼってしるしたものである。2つの王朝は約40年間並立し。ヴィジャヤ王朝は1471年にベトナム大越黎朝（黎聖宗）の侵攻を受けて最終的に滅亡した（en:1471 Vietnamese invasion of Champa）。パーンドゥランガ王朝はチャンパの唯一の後継王朝「藩籠大占国」として、南蟠国・華英国とともに黎朝に朝貢した（大越史記全書）。南蟠国・華英国は、『宋史』に見えるチャンパの上源州であり、高原地方、のちの阮朝時代の水舎国・火舎国などの儀礼的な王朝（領域国家ではない、祭祀的な共同体）を指すと考えられる。『スジャラ・ムラユ』は1471年のヤク（ジュク）陥落後のチャンパについては何も触れないが、アチェ王国のシャー・パウ・リン（後のアリ・ムハヤット・シャー）など、マレー世界における複数のチャンパ系王族・貴族の存在について言及し、マレー半島の複数のスルタン国の系譜にも先祖にチャンパー王の名があって、これらは1471年のヴィジャヤ王朝滅亡の際に逃れた人々であるとする意見がある。

### ヴィジャヤ王朝滅亡後のウリク
ヴィジャヤ王朝北端のウリク地方（烏里州）は、1306年にベトナム大越陳朝に割譲されて以後、烏州・里州と漢字表記され、更に順化州（順州・化州）と改称、分割された。現在のベトナム語地名フエはこの化州（Huế châu, Hóa châu）、化都（Huế đô）に由来する。『大越史記全書』や『烏州近録』（楊文安撰、1543年、現存のものは18世紀 - 19世紀に大幅に加筆）、『安静古録』（20世紀初頭にル・ブルトン Le Breton がゲアンで収集した伝承集）、『始遷記』（20世紀末にチャン・ダイ・ヴィン Trần Đại Vinh がフエで収集した村落文書）、には、大越によるウリク併合後もウリクに残ったチャンパ人や、チャンパから大越に亡命し帰順したチャンパの王族、貴族、住民に関する記述が複数ある。大越側では、このような亡命・帰順は、大越の善政および権威への帰順ととらえられているが、15世紀のチャンパ内部における、バン・アグイの滅亡にみられるようなチャム都市同士の抗争や、イスラーム化をめぐる軋轢なども、この帰順の理由として考えられる。土里人（里州土着民）と呼ばれたチャム人の貴族・住民は陳朝に重用されて忠義を尽くし、胡朝の簒奪や明のベトナム侵略に際しては、ファン・マイン（潘猛）ら陳朝恩顧の土里人土豪が激しく抵抗した。旧ウリク州にはまたチャム系氏族「チェー（制）」族の集落が四か所ある（クアンチ省［広治省］およびトゥアティエン・フエ省［承天-化省］）。

#### 広南阮氏（ウリク国）
ヴィジャヤ（闍槃）の滅亡から半世紀後、ヴィジャヤ王朝を滅ぼした北ベトナムの黎朝もまた莫氏の簒奪によっていったん滅亡した（莫朝、1527年）。1533年以降、黎朝恩顧の重臣たち、鄭氏と阮氏は通婚するなど協力しあい、黎朝・鄭氏・阮氏の出身地盤でもあった北中部に亡命政権を築いた（黎中興朝）。その後、北ベトナムでは黎朝と莫朝の内戦が続いたが（莫黎紛争）、莫朝の統治は盤石であり、戦線は50年間膠着した。この間、阮氏の首領であった阮潢（仙王、太祖）は、莫朝方の人士や将兵を懐柔し、とりこむことで勢力を強め、1555年以降は北ベトナムから南ベトナムの旧ウリク州へ転戦し、ここでも莫朝方の将兵を取り込んで、南ベトナムに独立政権を立てた。莫黎紛争は1597年の東京克復（ハノイ回復）により黎朝の勝利に終わるが、莫朝は東京からの敗走後も中越国境の少数民族と明（後には清）の協力をとりつけ、自治領として1677年まで80年間存続した。また、東京回復後、黎朝の実権は鄭氏が掌握し、阮潢の存命中は形式的ながら維持された協力もその死後には破棄されて、大越国は北ベトナムの鄭氏領と南ベトナムの阮氏領に分裂し、鄭氏と阮氏の内戦が続いた（鄭阮紛争、1627-1673）。南ベトナム、旧ウリク州に成立した阮氏領（南中部の南河国、xứ Đàng Trong）を、黎朝・鄭氏の漢文史料は南河国と呼び、中国の明・清は広南国と呼び、チャム族はウリク国と呼び、史家は広南阮氏と呼ぶ。鄭氏領である北部および北中部は、北河国、xứ Đàng Ngoài、東京国と呼ばれた。

#### パーンドゥランガ王朝の危機と再興
鄭阮紛争期、南ベトナムの広南阮氏は、鄭氏との内戦に集中するため諸国との交流・善隣に努め、長崎の日本人豪商荒木宗太郎やチャンパ王、カンボジア王と婚姻関係を結んだ。阮氏の王女、玉科公主を王妃に迎えたポーロメー王 Po Rome の時代、チャンパとシャム、広南、中国、日本のあいだを清国船が往来し、威信財交易によってラグライ族などの労働力を得て、最後のチャンパ塔であるポーロメーの塔（厚生古塔）が建造された。しかし、1673年の鄭阮和平以降、阮氏は善隣政策を廃し、チャンパ、カンボジアへの攻勢を強めた。1693年、広南阮氏明王の武将阮有鏡がパーンドゥランガを攻略して順城鎮と改称した。順城鎮は広南に併合されていったん自治を失ったが、間もなくチャム人貴族のオクニャ・ダット（屋牙撻）が清国人（日本の『華夷変態』の表記では羅宇人、チャム語 Orang Laow）である阿班の加勢を得てパーンドゥランガ駐留阮軍を各地で撃破し、包囲した。明王はカンボジア駐留阮軍を呼び戻してチャム軍を打ち破るとともに軍事圧力を加えつつ講和を図り、阿班の排除を条件として1694年末にチャム王家のポーシャクティライ・ダ・パティー（継婆子）によるパーンドゥランガ朝の王家再興を認めた（順城鎮のチャンパ王）。占領下の抵抗戦の勝利と王家再興の過程は、『大南寔録前編』や日本の『華夷変態』に詳述されている。また、明王は1712年に順城鎭との間に議定五条を結び、パンラン道（潘郎道、いまニントゥアン省ファンラン）、クロン道（龍郷道、いまビントゥアン省トゥイフォン県リエンフオン市鎮）、パリク道（潘里道、いまビントゥアン省バクビン県）、パジャイ道（庯諧道、いまハムトゥアンバク県、ハムトゥアンナム県、ファンティエト市、ラギ市（ラジ市）、ハムタン県）の四つの道における順城鎮のチャンパ王の広範な自治権を認めた。

### パーンドゥランガ王朝の終焉と現在の王祖祭祀
1695年に順城鎮のチャンパ王を保護下に置いた南ベトナムの広南阮氏では、1760年代に政治が乱れ、1773年にビンディン省タイソン県（平定省西山県）でバナーなど山地民をもとりこんだ西山阮氏（西山朝、広南阮氏は偽西と呼ぶ）が蜂起した。1774年、広南阮氏は南下してきた鄭氏と北上してきた西山阮氏に挟撃されて都のフエを失い、いったん滅亡した。1777年以後、生き残りの王子阮福映（後の嘉隆帝）が広南阮氏再興のための兵を募り、1794年の嘉定克復（サイゴン回復）から1802年の昇隆征服（ハノイ征服）まで、広南阮氏と西山阮氏の内戦が続いた（偽西戦争）。ベトナム帝国・大南阮朝初期、順城鎮のチャンパ王ポーチョンチョン（阮文振）は偽西戦争において武将として大きく貢献し、国姓（阮朝の姓）であるグエン（阮）が下賜され、嘉隆帝の信頼と厚遇を得た。ポーチョンチョンの時代、順城鎮のチャンパ王は中部高原南方の山岳民族をことごとく勢力下におき、パーンドゥランガと中部高原のあいだをチャムの隊商が往来し、威信財交易によってラグライ族、コホー族、マー族などの労働力を得て、「チャンパ王家の百畝田」と呼ばれる大規模農場が発展した。しかし、次の明命帝は少数民族であれベト人であれ世襲地方官による自治を廃し、順城鎮は版籍奉還の形で解消され、フエとファンリに占城国王廟が建設されて、王国消滅後のチャンパの王祖祭祀が保証された（パーンドゥランガ王朝の終焉）。退位した最後のチャンパ王ポーフォクトゥー（阮文承）は黎文傀（レー・ヴァン・コイ）など世襲地方官による南部大反乱に連座した廉で極刑（凌遅）に処され、自治回復を求めるチャム貴族と山地民の蜂起（羅奔王の乱）も1835年までに鎮圧された。

#### ふたりの王女、ナイティエトとナイカンワー
『勦平順省蠻匪方略』および『大南寔録正編第二紀』によれば、羅奔王の乱（1834-1835）鎮圧の際において、交易や農場経営などで山地民と関係の深かったチャンパ王家のふたりの王女、ナイティエト（氏節）とナイカンワー（氏巾媧）の姉妹による投降の呼びかけが大きく奏功し、明命帝の信頼と厚遇を得た。チャム居住地のうち、パリク道（ファンリ道、いまバクビン県）には禾多土県（のち潘里土府、潘里チャム郡）がつくられ、チャンパ王家の後継者（ナイティエトとナイカンワーの女系子孫およびその男性配偶者たち）が土官（県知事、府知事、郡長）を務めた。著名な土官として1900-1910年ごろの知事ハク・ヴィン（黒栄）、1945-1954年ごろの副知事ズン・ガイク（用磚、ベトナム共産党に貢献し、子弟に党員が多い）がいる。フエの占城国王廟（今の名は蛮夫人廟）はハク［黒］家が祭祀者を務め、ファンリの占城国王廟（今の名はポークロンムフナイ廟）はチャンパ王家（ローグエン［盧阮］家）の女系直系子孫が祭祀者を務める。

## 貿易
古チャム人は優れた航海技術を持ち、チャンパ王国（占城国）やその領邦であったパーンドゥランガ（賓童龍国）は交易国家として繁栄した。中国に来航するイスラーム商船にとってチャンパ・パーンドゥランガは重要な寄港地であり、チャンパ産の沈香は朱印船貿易においても重要な交易品目であった。正倉院に所蔵されている香木蘭奢待は、9世紀頃チャンパから日本に持ち込まれたと考えられ、徳川家康がチャンパ王に宛てた沈香を求める信書も残っている。また、14世紀から15世紀に掛けて交易国家として繁栄した琉球王国はチャンパと通好関係があった（『歴代宝案』）。
17世紀前半に活躍した日本の朱印船はしばしばチャンパを渡航先に選んでいるが、これはチャンパの物産が目的というより、明は日本船の来航を禁止しており、中国商船との出会い貿易の場として朱印船貿易に利用されたためである。
パーンドゥランガは属国とはいえ固有の王（ヴィジャヤと同じ檳榔族）を戴いていた。また、その国号は白蓮を意味すると同時に、占城・真臘両王家の祖先であるクル族に対抗した「パーンドゥ族」を意味し、真臘・占城・大越・広南の侵略をよく防ぎ、またたくみな外交でその保護を受け、1832年まで自治を貫徹した。

## 遺跡
インドの建築様式を受容したチャンパでは、レンガ（磚 akiak, gạch）造りのヒンドゥー寺院や仏教寺院が建立された。世界遺産になったフォンニャ洞、ミーソン聖域を始め、チャキエウ城（茶蕎故城）、ドンズオン仏院（桐楊古塔）など、中部沿海・中部南端・中部高原など中部全域にチャンパ遺跡（占城古塔）が分布し、ドンナイ川上流のカッティエン聖域（バタウリンカ聖域、ラムドン省）もチャンパ遺跡と考えられる。クアンナム省やビンディン省のチャンパ遺跡の多くは仏教寺院の一部または廃墟を整備した公園になっているが、中部高原のヤンプロン塔、ヤンムム塔などの遺跡は近代までジャライ族の重要な祭祀の場であった。また、チャム族、ラグライ族（山地チャム人）が多く暮らしている中部南端では、カインホア省ニャチャン市内のポーナガル塔（ポーイヌーヌガン塔、天依阿那祠）、ニントゥアン省ファンラン郊外のポーロメ塔（厚生古塔）、ポークロンガライ塔（得仁古塔）、ヤンバクラン塔（和来古塔）、ビントゥアン省ファンリ郊外のポーダム塔（楽治古塔）、ファンティエト市内のポーシャーヌー塔（庯諧古塔）などのチャンパ遺跡で、現在も祖先祭祀とイスラームが習合した祭祀が続けられている。ヒンドゥー祭祀は廃れ、Namo Sibaya などの祖先祭祀祝詞や、Po Ginuer Matri などの聖霊的・天使的性格を持つ神格の名に、わずかにその痕跡をとどめる。

## 文化

### 言語
ビン・グエン・ロック（平原鹿 Bình Nguyên Lộc「越南民族の馬来起源」（Nguồn gốc Mã Lai của dân tộc Việt Nam）は、オーストロアジア語であるベトナム語（越南語）の固有語彙（喃語語彙）中にある、膨大なオーストロネシア語彙およびオーストロネシア語の時制などの存在を示し、二千年間隣人同士であったベトナム語話者とチャム語話者の間に言語的に非常に密接な交流があったことを明らかにした。チャンパ王国の歴史は中国史料（漢文）、ベトナム史料（漢文、喃文）、カンボジアおよびチャンパ碑文（梵碑：サンスクリット碑文）、古チャム語碑文（占碑）、チャム写本に記録されている。チャム語はマレー系（オーストロネシア語族マレー・スンバワ語群マレー・ササック語派）であるが、ベトナム語・カンボジア語（クメール語）のほか、カトゥイック（カトゥー語）やバフナリック（バナー語、コホー語）など、オーストロアジア語とも大量の共通語意をもつ。マレー系言語では、特にマレー語とアチェ語に近い。

## 研究
南中部のクアンナム省に残るヒンドゥー教遺跡ミーソンは、20世紀初め以来フランス極東学院 (EFEO) のパルマンチェやクレイ、ポーランド文化財保護アトリエ (PKZ) のカジミエシュ・クヴィアトコフスキらにより修復、保存、補強工事が続けられ、1999年、「ミーソン聖域」としてユネスコ世界遺産に登録された。2005年には日本の国際協力機構の技術協力でミーソン遺跡展示館が作られた。パーンドゥランガ地方の建築や写本研究は仏領インドシナ時代にチャム人のファンリ知事ハク・ヴィン（黒栄）の協力によりフランス人学者によって先鞭がつけられ、エーモニエ、カバトン、デューラン、ミュスによる写本研究、フィノー、マジュムダール、クロード・ジャック、石澤良昭による碑文研究がなされ、マスペロ、オルソー、ボートゥアン Bố Thuận（チャム人、エーモニエの子）、馮承鈞、杉本直治郎、山本達郎、川本邦衛、陳智超による漢文史料研究がなされ、また南ベトナム時代にはギエム・タム Nghiêm Thẩm、ファン・ラック・トエン Phan Lạc Tuyên による精緻な調査がなされた。
今日のチャンパ・チャム学術研究の基礎は、アカデミー・フランセーズのラフォン（P. B. Lafont）院士・教授、パリ外国宣教会のムセー（Gérald Moussay）神父、フランス極東学院のポーダルマー（Po Dharma Quảng）研究員・准教授、ビントゥアン文芸協会のボー・スアン・ホー（Bố Xuân Hổ）会員（ボートゥアンの子、エーモニエの孫、チャム人）、ニントゥアン・チャム文化研究センターのスー・ヴァン・ゴック（Sử Văn Ngọc）研究員、ニントゥアン・チャム字書編纂班のインラサラー・フー・チャム（Inrasara Phú Tràm）教諭、ホーチミンシティー国家大学人文社会科学大学人類学科のタイン・ファン（Thành Phần）准教授（チャム人）、ベトナム社会科学アカデミー考古学院のルオン・ニン（Lương Ninh）教授、同東南アジア研究院のゴー・ヴァン・ゾアイン（Ngô Văn Doanh）教授、ダナン・チャム彫刻博物館のチャン・キー・フオン（Trần Kỳ Phương）学芸員、日本大学理工学部建築学科の重枝豊教授らによって構築された。特に、チャム人出身でチャム写本読解能力に優れた5人（ポーダルマー、ボー・スアン・ホー、スー・ヴァン・ゴック、インラサラー、タイン・ファン）の寄与は大きい。
現在は、その後継者である、ニントゥアン・チャム文化研究センター、ニントゥアン・チャム字書編纂班、ビントゥアン・チャム文化展示センター、ホーチミンシティー国家大学人文社会科学大学、ベトナム社会科学アカデミーの研究者たちにより、歴史、考古、建築、文学などの研究が進められている。

## その他
- 中国人が記録したチャンパの伝承で、飛頭蛮という首が伸びて頭を飛ばす民族に関するものがある。これは江戸時代の日本に伝わりろくろ首の話になったと言われている。[誰によって?]全く同じ伝説がカンボジアにも存在する。[要出典]